# 김선희 (TBC)
김선희(1973년 ~ )는 대한민국의 아나운서이다. TBC 뉴스, TBC 대경뉴스광장, 생방송 굿데이 프라이데이, TBC클리닉 건강365 등의 진행자이다.

## TV
- 생방송 굿데이 프라이데이
- TBC클리닉 건강365
- TBC 뉴스
- TBC 대경뉴스광장
- SBS 뉴스퍼레이드 대구 연결

## FM
- 뮤직갤러리 (연출, 진행자)
- 그대 창가에서 (연출, 진행자)
- 모닝클래식 (연출)
- 오늘도 써니데이 (연출, 진행자)
- 돈 워리 비 해피 (연출, 진행자)
- TBC 프로야구 (연출)
- 조현진의 더 클래식 (연출)